# Hardy Boyz

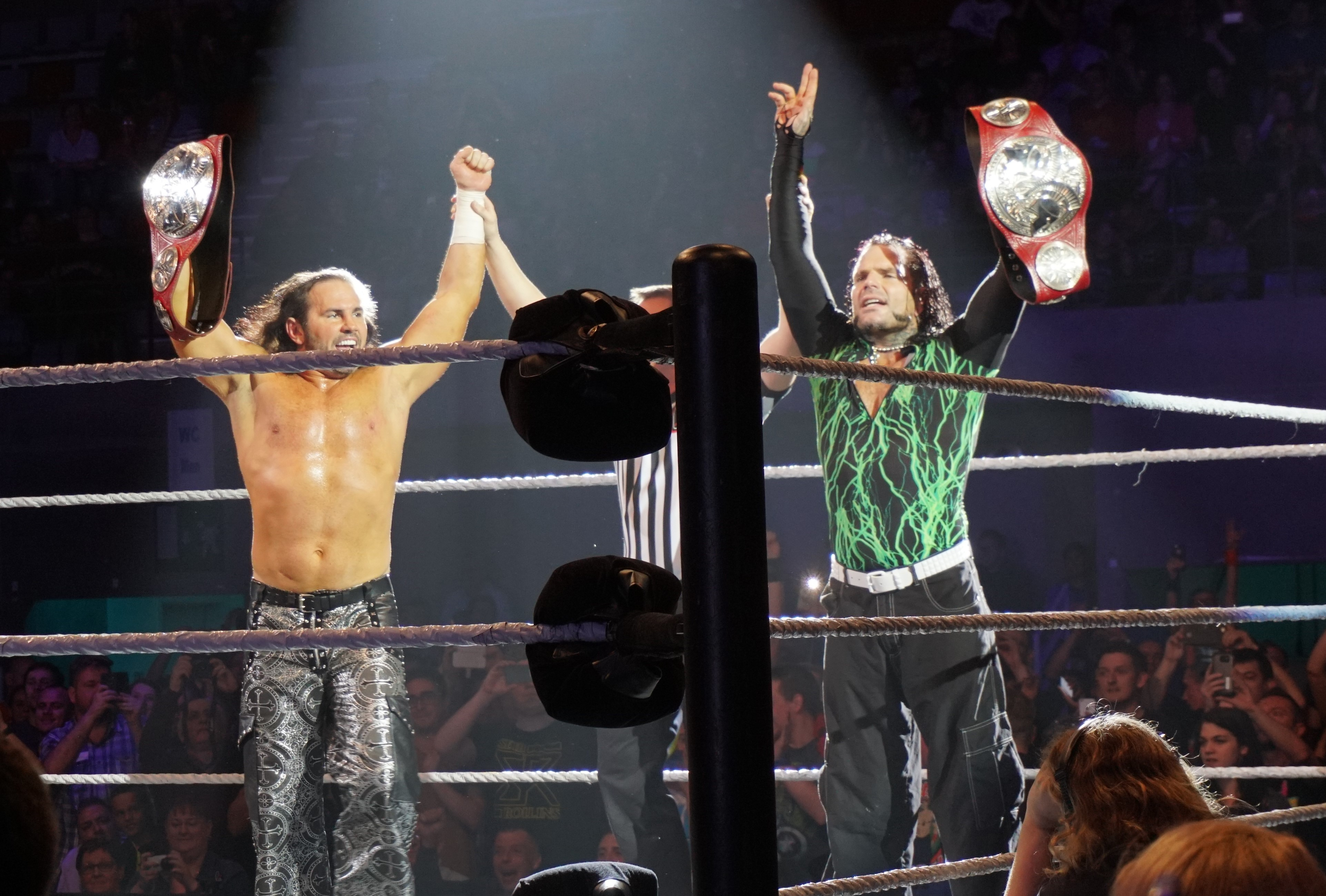
The Hardy Boyz bei einer WWE Houseshow als Raw Tag Team Champions, 2017

The Hardy Boyz ist der Name eines Wrestling-Tag Teams, das aus den Brüdern Matt und Jeff Hardy besteht und gegenwärtig bei Total Nonstop Action Wrestling (TNA) unter Vertrag steht. 

## Karriere

### Independent-Bereich
1993 begannen die Brüder zum ersten Mal als Tag Team anzutreten. Dafür gründeten sie eigens im elterlichen Garten die fiktive Wrestlingorganisation Trampoline Wrestling Federation (TWF). 1997 gründeten beide Brüder eine reale Wrestlingorganisation, die den Namen Organization of Modern Extreme Grappling Arts (kurz OMEGA) trug und die mit verschiedenen anderen Independent-Ligen zusammenarbeitete. Daher durften die Hardy-Brüder je einmal die OMEGA Tag Team Championship und die NWA 2000 Tag Team Championship halten. Die OMEGA-Promotion war aus der von den Hardys mitgegründeten Wrestling-Liga East Coast Championship Wrestling (ECCW) heraus entstanden.

### World Wrestling Entertainment (1998–2009)

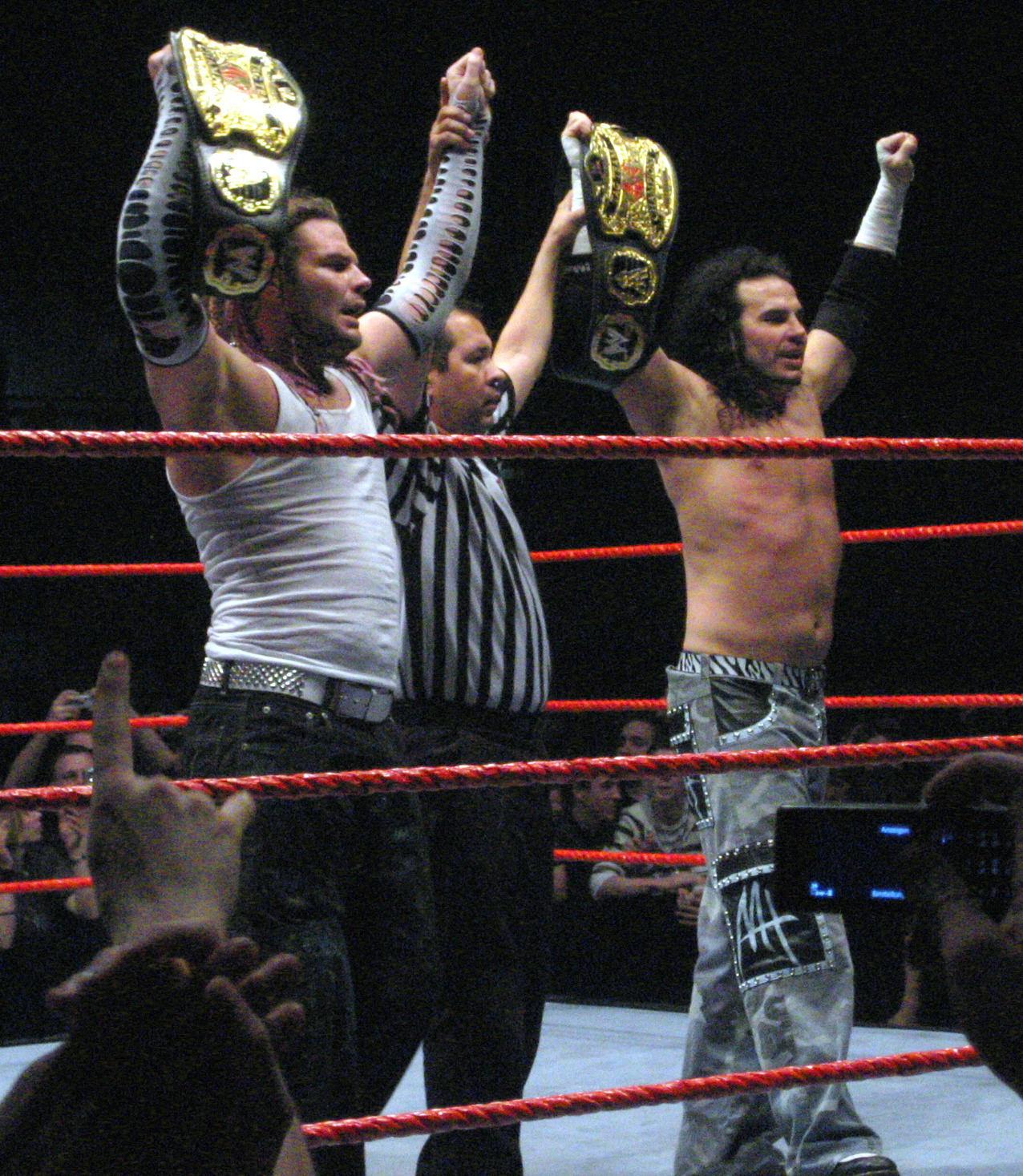
Die Hardy Boyz als WWE/WWF World Tag Team Champions.

1998 unterschrieben beide einen Vertrag bei der World Wrestling Federation (heute WWE) und waren dort zunächst als Jobber tätig. Einige Zeit später wurden die Hardys zu ernsthaften Herausforderern auf den WWF Tag Team Titel umfunktioniert und man stellte ihnen Michael Hayes als Manager zur Seite. Am 29. Juni 1999 durften sie dann zum ersten Mal die Tag Team Titel gewinnen. Nachdem man das Team von Hayes trennte, wurden beide im August 1999 zu Mitgliedern der Gruppierung The New Brood gemacht.
Gegen Edge und Christian bestritten sie bei der Großveranstaltung  No Mercy das erste Tag Team Leiter-Match. Ab 2000 benannte man Matt und Jeff in Team Xtreme um und stellte ihnen Lita als Begleiterin zur Seite. Der neue Teamname war auf die extremen High-Flying-Aktionen bezogen, welche die Hardys regelmäßig ausführten.
Zur gleichen Zeit wurden die Hardys in ein Fehdenprogramm mit Edge & Christian und den Dudley Boyz eingebunden, in dessen Folge das Tables, Ladders and Chairs-Match (eine Matchart, in der Tische, Leitern und Stühle eingesetzt werden dürfen) eingeführt wurde. Bei Unforgiven 2000 erhielten sie die Tag Team Titel erneut und durften diese innerhalb dieses Fehdenprogrammes noch drei weitere Male halten.
Am 8. Oktober 2001 erhielten sie die WCW World Tag Team Championship, die jetzt, genau wie die WCW selbst, zur WWE gehörte. 2002 kam es zu einer Trennung des Teams. Matt Hardy wurde zu SmackDown! getradet und Jeff Hardy wurde kurze Zeit später entlassen, da er sich weigerte sich bei seinem Drogenproblem helfen zu lassen. In der Zwischenzeit verbrachte Jeff einige Zeit bei Veranstaltungen von Independent Promotions und anschließend bei TNA, ehe er 2006 von der WWE erneut engagiert wurde. Es gab eine kurze Reformation des Teams, welches im April 2007 vorläufig zum letzten Mal die World Tag Team Championship gewinnen durfte.
Danach wurden beide als Einzelwrestler aufgebaut, was Ende 2008 seinen Höhepunkt erreichte, denn sowohl Matt (ECW) als auch Jeff (WWE) konnten in dieser Zeit einen World Title halten. Ab dem Royal Rumble im Januar 2009 fehdeten beide gegeneinander, was seinen Höhepunkt bei WrestleMania 25 fand. Nach der WWE Draft 2009, wo Matt von SmackDown zu RAW wechselte, gab es ein weiteres Match bei Backlash. Trotzdem hinderte Matt seinen Bruder daran, bei Judgment Day am 17. Mai 2009 neuer World Heavyweight Champion zu werden. Nach einem Trade im Juni 2009, wo Matt zurück zu SmackDown wechselte, gab es im August desselben Jahres eine Reunion der Hardys für eine Fehde gegen CM Punk. Diese endete jedoch schnell, da Jeff im September 2009 die WWE verließ und eine Auszeit nahm.

### Total Nonstop Action Wrestling (2010–2017)
Nachdem Jeff am 4. Januar 2010 zu TNA zurückkehrte, folgte ihm Matt am 9. Januar 2011 mit seinem Debüt bei Genesis. Es gab eine erneute Reunion der beiden, zudem waren beide Teil des Stables Immortal um Hulk Hogan. Am 20. August 2011 wurde Matt von TNA entlassen, womit die gemeinsame Zeit dort endete. Während Matt Hardy für andere Ligen, vor allem Ring of Honor, auftrat, trat Jeff Hardy bei TNA als Einzelwrestler auf und konnte sich zu dieser Zeit dreimal die TNA World Heavyweight Championship gewinnen. Am 24. Juli 2014 erfolgte im Rahmen einer Ausgabe von Impact Wrestling die Rückkehr von Matt Hardy zu TNA und Wiedervereinigung der Hardy Boyz, die als The Hardys auftraten und die gleich in das Geschehen um die TNA World Tag Team Championship einbezogen wurden. Sie begangen eine Fehde gegen die TNA World Tag Team Champions The Wolves (Davey Richards und Eddie Edwards) und Team 3D um die TNA World Tag Team Championship. Der TNA-General Manager Kurt Angle kündigte eine Best of three-Serie um die Titel an. The Wolves gewannen diese Serie und verteidigten somit ihre Titel. Da die Wolves aufgrund einer Verletzung von Eddie Edwards ihre Titel niederlegen mussten, fand ein Turnier um die vakanten TNA World Tag Team Championship statt. Die Hardy Boyz gewannen das Turnier und sicherten sich somit zum ersten Mal die TNA World Tag Team Championship. Am 8. Mai 2015 verletzte sich Jeff Hardy und die Hardys mussten somit die Titel niederlegen.
Während Jeff Hardys Auszeit, kämpfte Matt Hardy als Einzelwrestler weiter. Als Einzelwrestler konnte er sich zweimal die TNA World Heavyweight Championship sichern. Nach Matt Hardys Titelverlust fehdete er gegen seinen Bruder Jeff Hardy, den er für den Titelverlust verantwortlich machte. Bei der Impact Wrestling-Ausgabe vom 19. April 2016 endete ein I Quit-Match der beiden mit einem Unentschieden. Nach diesem Match wurde Matt Hardy aus den Shows geschrieben. Am 17. Mai 2016 kehrte Matt Hardy mit einem neuen Gimmick zurück und trat forthin als Broken Matt Hardy an. Matt bildete mit seiner Frau Reby, seinem Sohn Maxell und seinem Schwiegervater Senior Benjamin ein Stable. Er setzte seine Fehde gegen Jeff Hardy fort. Am 5. Juli 2016 besiegte er Jeff Hardy bei Final Deletion. Nach der Fehde schloss sich Jeff Hardy dem Stable seines Bruders an und trat von daher als Brother Nero auf. Die Hardys fortan als The Broken Hardys auf.

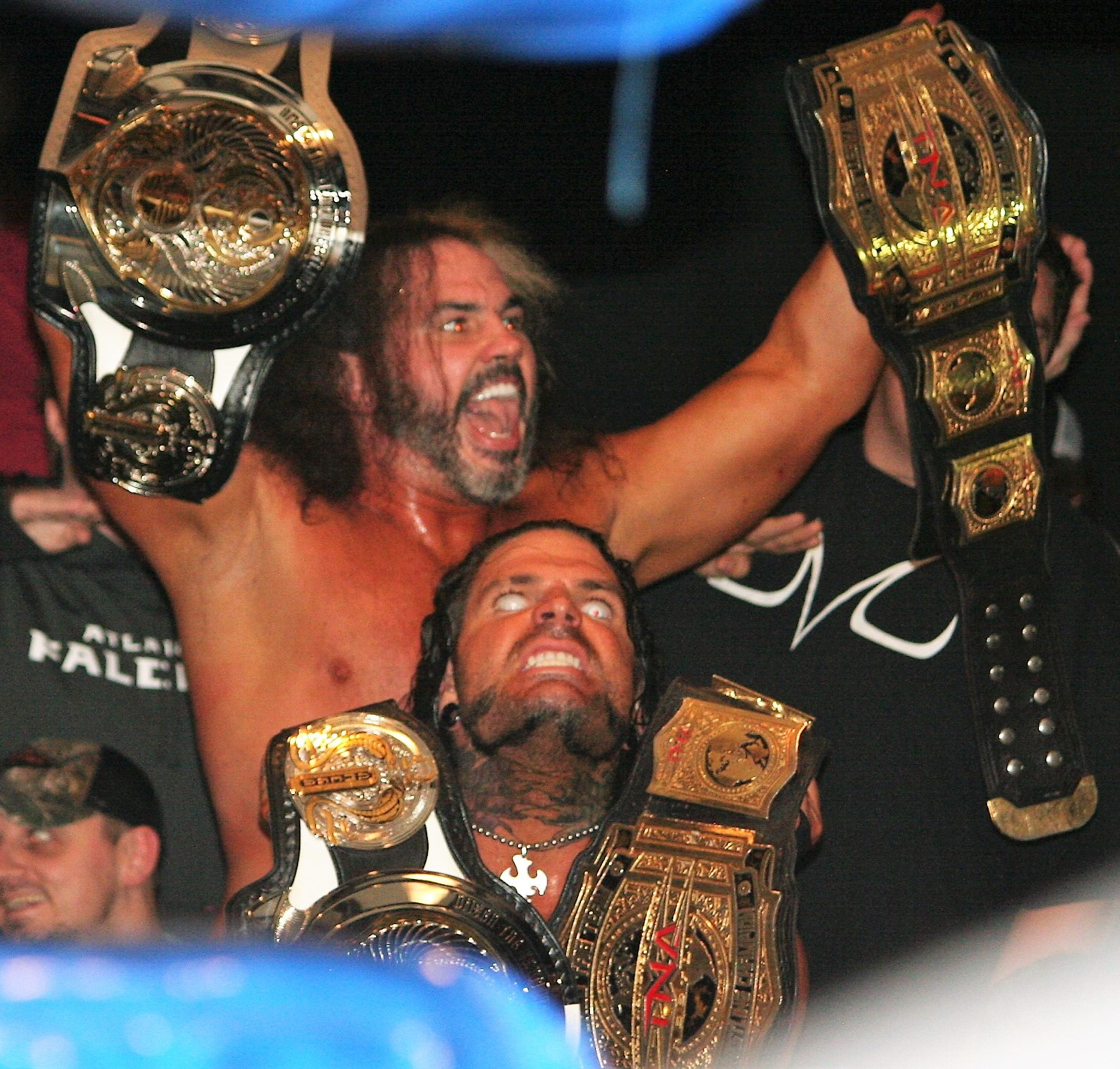
Die Broken Hardys mit der TNA World Tag Team- und OMEGA Tag Team Championship.

Die Broken Hardys begangen eine Fehde gegen Decay (Abyss und Crazzy Steve und Rosemary). Am 2. Oktober 2016 bei Bound for Glory gewannen sie von Decay die TNA World Tag Team Championship. Bei der Impact-Ausgabe vom 1. September organisierten die Broken Hardys eine Show auf ihrem Grundstück mit dem Namen The Final Deletion, wo sie erfolgreich ihre Titel gegen Decay verteidigen konnten. Die Show kam bei den Wrestlingfans weltweit gut an und das Gimmick der beiden Brüder wurden immer beliebter. Während ihrer Titelregentschaft begangen die Broken Hardys eine Storyline, in der sie alle Tag Team-Titel der Welt gewinnen wollen. Sie traten in anderen Wrestlingligen, die mit TNA zusammen arbeiteten, auf und kämpften um deren Tag Team Titel. Im Zuge der Storyline konnten die Broken Hardys die Crash Tag Team Championship von der mexikanischen Wrestlingliga The Crash, die MCW Tag Team Championship, von einer Wrestlingliga aus Maryland und die OMEGA Tag Team Championship von OMEGA Championship Wrestling gewinnen.
Als TNA neue Besitzer bekam, kam es zu Problemen mit den Brüdern und den neuen Besitzern von TNA. Da die Verträge der Hardys ausliefen und die Hardys in ihren Verträgen besondere Klausen, wie kreative Freiheit und Auftritte für andere Wrestlingligen, beinhalteten, wollte die neue Führung hinter TNA, dass die Hardys neue Verträge, aber ohne diese Klauseln, unterschreiben. Die Hardys lehnten allerdings ab, sodass sie ihre Verträge nicht verlängerten und TNA verließen. Daraufhin wurden ihnen die TNA World Tag Team Championship für vakant erklärt. Da TNA eine Partnerschaft mit The Crash und MCW Pro Wrestling flegten, wurden ihnen auch die Crash Tag Team Championship und MCW Tag Team Championship abgenommen. Die OMEGA Tag Team Championship wurden ihnen hingegen nicht abgenommen, da Matt Hardy einer der Besitzer von OMEGA Championship Wrestling ist.
Selbst nach ihrem Abgang wurden die Unstimmigkeiten fortgesetzt. Grund dafür sind die Rechte um die Gimmicks der Broken Hardys, was nicht nur den Tag Team Namen betrifft, sondern auch die Namen Broken Matt (der Ringname von Matt Hardy) und Brother Nero (Jeffs Ringname). Nur der Ringname von Matt Hardys Schwiegervater Senio Benjamin ist nicht betroffen, weil er nie bei TNA unter Vertrag stand. Beide Seiten beanspruchen die Rechte für die Nutzung der Broken Hardys-Karaktere. Derzeit folgt ein Rechtsstreit um die Nutzung des Gimmicks.

### Ring of Honor
Nachdem die Hardys ihren Abgang bei TNA bereits über Twitter angekündigt hatten, tauchten sie am 4. März 2017 bei Ring of Honor auf, wo sie The Young Bucks herausfordern und ihnen die ROH World Tag Team Championship abnehmen durften. Am 1. April 2017 bei Supercard of Honor XI verloren sie die Titel wieder an die Young Bucks. Was auch ihr letzter Auftritt in der Independentszene war.
Während ihres Titelgewinns traten die Hardys unter dem beliebten Gimmick The Broken Hardys auf. Nachdem Auftritt klagte Impact Wrestling, welches vorher als Total Nonstop Action Wrestling (kurz TNA) bekannt war, gegen ROH und den Hardys, da Impact Wrestling die Rechte der Broken Hardys Gimmicks für sich verlangt. Aufgrund dieser Klage traten die Brüder wieder als The Hardys auf.

### Rückkehr zur WWE (2017–2019)
Am 2. April 2017 kehrten die Hardy Boyz bei der Großveranstaltung WrestleMania 33 zur WWE zurück. In einem Fatal Four Way Tag Team Ladder Match gegen Karl Anderson & Luke Gallows, The Bar Cesaro & Sheamus und Big Cass & Enzo Amore durften die „Hardy Boyz“ die Raw Tag Team Championship erringen. Diese Titel verloren sie nach 63 Tagen Regentschaft am 4. Juni 2017 an The Bar Cesaro & Sheamus.
Am 9. April 2019 gewann die Hardy Boyz in der ersten SmackDown-Ausgabe nach der Großveranstaltung WrestleMania 35, die SmackDown Tag Team Championship von The Usos. Die Regentschaft endete aber schon nach 21 Tagen, da sie die Titel durch eine Verletzung von Jeff abgegeben haben. Matt Hardy verließ am 1. März 2020 die Company, da er seinen auslaufenden Vertrag nicht verlängerte. Am 9. Dezember 2021 wurde Jeff von der WWE entlassen.

### All Elite Wrestling (2022–2024)
Nach fast 2 Jahren Trennung sind die Hardy Boyz wieder vereint. Jeff Hardy gab sein Debüt am 9. März 2022 bei der wöchentlichen AEW Dynamite Episode.
Am 30. April 2022 kämpften die Brüder in Rostraver, PA, gegen The Mane Event (TME) um die IWC Tag Team Championship und holten sich erfolgreich ihre ersten Tag-Team-Titel seit drei Jahren.
Am 29. Mai 2022, während eines erfolgreichen Kampfes der Hardys beim AEW Double or Nothing PPV gegen The Young Bucks, erlitt Jeff Hardy eine „schreckliche“ gehirnerschütterungsartige Verletzung, die ihn laut Matt Hardy „fast bewusstlos“ machte. Am 14. Juni 2022, ein Tag nach Jeff Hardys Verhaftung wegen DUI, suspendierte AEW-Inhaber Tony Khan Jeff Hardy für eine unbestimmte Zeit. Khan kündigte außerdem an, dass Jeffs AEW-Sperre nur dann aufgehoben werde, „nachdem er die Behandlung erfolgreich abgeschlossen und seine Nüchternheit bewahrt hat.“ Während der Dynamite-Folge vom 12. April 2023 kehrte Jeff Hardy zurück, um seinem Bruder bei einem Angriff zu helfen und so das Team wieder zu vereinen. Am 8. April 2024 wurde berichtet, dass Matts Vertrag abgelaufen war und beschlossen wurde, ihn nicht zu verlängern, was zur effektiven Auflösung des Teams führte. Zwei Monate später verließ auch Jeff AEW, nachdem sein Vertrag ausgelaufen war.

### Rückkehr zu TNA (seit 2024)
Matt kehrte am 20. April 2024 bei Rebellion als „Broken“ Matt Hardy überraschend zu TNA zurück und griff den TNA World Champion Moose an. Am 14. Juni forderte Matt Moose bei Against All Odds erfolglos um die Championship heraus. Nach dem Match kehrte Jeff überraschend zu TNA zurück, um Matt nach einem Angriff von Moose zur Hilfe zu kommen. Am 26. Oktober 2024 gewannen die Hardys ihre dritte TNA World Tag Team Championship, indem sie die früheren Champions The System (Eddie Edwards und Brian Myers) und ABC (Ace Austin und Chris Bey) bei Bound for Glory in einem Full Metal Mayhem-Match besiegten und die Titel gewannen. Im folgenden Jahr verloren die Hardys ihre TNA World Tag Team Championships bei Rebellion gegen die Nemeths, nur um sie bei Slammiversary in einem Four-Way-Tag-Team-Ladder-Match, an dem auch die Rascalz und Fir$t Cla$$ beteiligt waren, zurückzuerobern.

### Zweite Rückkehr zur WWE (2025)
Während die Hardy Boyz noch bei TNA unter Vertrag standen, traten sie in der NXT-Ausgabe vom 25. Februar 2025 erneut bei WWE auf. Bei NXT: Roadblock am 11. März verteidigten The Hardy Boyz erfolgreich die TNA World Tag Team Championship gegen die NXT Tag Team Champions Nathan Frazer und Axiom.

## Erfolge

### Titel
- World Wrestling Entertainment

- 6× WWF/E World Tag Team Championship
- 1× WWE Raw Tag Team Championship
- 1× WWE SmackDown Tag Team Championship
- 1× WCW Tag Team Champions

- All Star Wrestling

- 1× ASW Tag Team Champions (Aktuelle Titelträger)

- House of Glory

- 1×  HOG Tag Team Champions

- MCW Pro Wrestling

- 1× MCW Tag Team Championship (Aktuelle Titelträger)

- National Wrestling Alliance

- 1× NWA 2000 Tag Team Champions

- New Dimension Wrestling

- 1× NDW Tag Team Champions

- Organization of Modern Extreme Grappling Arts

- 2× OMEGA Tag Team Champions (Aktuelle Titelträger)

- Ring of Honor

- 1× ROH World Tag Team Championship

- The Crash

- 1× The Crash Tag Team Champions (Aktuelle Titelträger)

- Total Nonstop Action Wrestling

- 4× TNA World Tag Team Champions

- Wrestling Superstar

- 1× WS Tag Team Championship (Aktuelle Titelträger)

### Auszeichnungen
- World Wrestling Entertainment

- 1× WWE Terri Invitational Tournament

## Quelle
- Pro Wrestlings Ultimate Insiders: From the Backyard to the Bigtime. The Hardy Boys (Big Vision DVD, 2005)